# Dang Deokhuri (dystrykt)

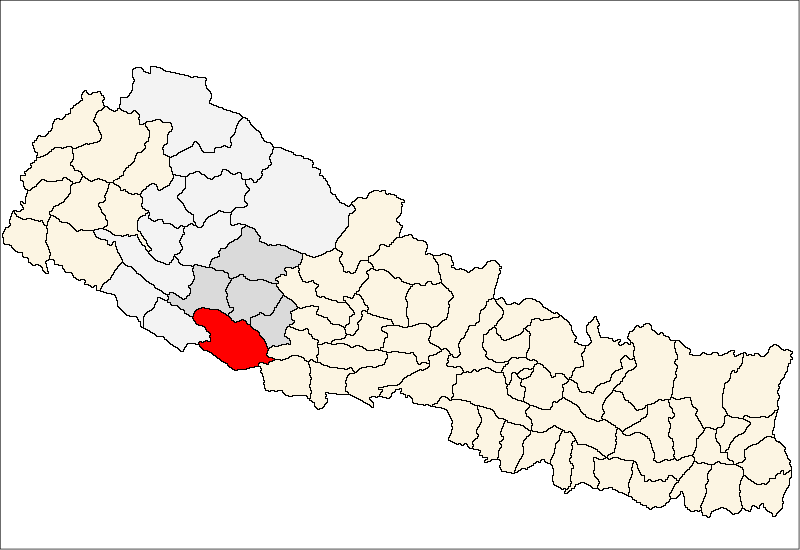
Dystrykt Dang Deokhuri

Dystrykt Dang Deokhuri (nep. दाङ) – jeden z siedemdziesięciu pięciu dystryktów Nepalu. Leży w strefie Rapti. Dystrykt ten zajmuje powierzchnię 2955 km², w 2001 r. zamieszkiwało go 462 380 ludzi. Stolicą jest Ghorahi.